# 筏桥站
筏橋站（：／ Byeolgyo yeok */?）是慶全線沿線的一座鐵路車站，位於韓國全羅南道寶城郡筏橋邑筏橋里，有無窮花號及南道海洋列車停靠。

## 历史
- 1930年12月25日 - 落成使用[1]。

## 相鄰車站
韓國鐵道公社
慶全線
九龍－筏橋－鳥城